# Saint-Jal
Saint-Jal ist eine französische Gemeinde mit 599 Einwohnern (Stand 1. Januar 2022) im Département Corrèze in der Region Nouvelle-Aquitaine. Die Gemeinde ist Mitglied des Gemeindeverbandes Tulle Agglo. Die Einwohner nennen sich Saint-Jalois(es).

## Geografie
Die Gemeinde liegt im Zentralmassiv. Tulle, die Präfektur des Départements befindet sich rund 22 Kilometer südöstlich.
Nachbargemeinden von Saint-Jal sind Pierrefitte im Norden, Chamboulive im Osten, Seilhac im Südosten, Saint-Clément, Lagraulière im Süden sowie Espartignac im Westen.

## Einwohnerentwicklung
| Jahr      | 1962 | 1968 | 1975 | 1982 | 1990 | 1999 | 2007 | 2018 |
| Einwohner | 637  | 746  | 615  | 617  | 616  | 597  | 637  | 625  |